# Список керівників держав 406 року
Список керівників держав 406 року — це перелік правителів країн світу 406 року.
Список керівників держав 405 року — 406 рік — Список керівників держав 407 року — Список керівників держав за роками

## Європа
- Арморика — Градлон Великий (395—424)
- Боспорська держава — цар Тейран II (391/402—421)
- плем'я вандалів — король Годигісел (359-406); Гундерік (406—418)
- король вестготів — Аларіх I (382—410)
- плем'я гунів — цар Улдін (390—412); Донат (390—412)
- Дал Ріада — Ерк мак Ехах (400—474)
- Думнонія — Тутвал ап Гворемор (400—410)
- Ебраук — Коель Старий (400—420)
- Ірландія — верховний король Нат І мак Фіахрах (405—428)
- Римська імперія:
  - захід — Гонорій (395—423)
  - схід — Аркадій (395—408)
- Святий Престол — папа римський — Інокентій I (401—417)
- Візантійський єпископ Аттик (406—425)
  -     - Британія (римська провінція) — Марк (узурпатор) (406)

## Азія
- Близький Схід:
- Гассаніди — Аль-Ну'ман III ібн Амр (391—418)
- Лахміди — Ан-Нуман I (405? — 418)
- Диньяваді (династія Сур'я) — раджа Тюрія Вунна (375—418)
- Іберійське царство — цар Тірдат (394 — 406); Фарсман IV (406—409)
- Велика Вірменія — Врамшапух (392/400 — 414)
- Кавказька Албанія — цар Асай (399—413)
- Індія:
  - Царство Вакатаків — магараджа Дамодарасена (405/410—415/420)
  - Імперія Гуптів — Чандрагупта II (380—415)
  - Західні Кшатрапи — махакшатрап Рудрасімха III (388—395/415)
  - Держава Кадамба — Багітарха (390-415)
  - Раджарата — раджа Упатісса I (370—412)
- Індонезія:
  - Тарума — Пурнаварман (395—434)
- Китай:
  - Династія Цзінь — Сима Децзун (397—419)
  - Туюхун (Тогон) — Мужун Угеті (400—405); Мужун Шулогань (405—417)
  - Династія Пізня Цінь — Яо Сін (394—416)
  - Династія Пізня Янь — Мужун Сі (401—407)
  - Династія Північна Вей — Дао У-ді (386—409)
  - Жужанський каганат — Юйцзюлюй Шелунь (402—410)
  - Династія Південна Лян — Туфа Жутань (402—414)
- Корея:
  - Кая (племінний союз) — ван Ісіпхум (346—407)
  - Когурьо — тхеван (король) Квангетхо (391—413)
  - Пекче — король Чонджи (405—420)
  - Сілла — ісагим (король) Сільсон (402—417)
- Паган — король К'яунг Ту Іт (387—412)
- Персія:
  - Держава Сасанідів — шахіншах Єздигерд I (399—421)
- Тямпа — Бхадраварман I (377/380 — 413)
- Хим'яр — Дара'мар Айман II (375—410)
- Японія — Імператор Хандзей (406-410)
  - Азія (римська провінція) — Антемій Ісидор (405—410)

## Північна Америка
- Мутульське царство — до 411 інтронізація не відбувалася
- Теотіуакан — Атлатлькавак (374—439)